# Valles de Palenzuela
Valles de Palenzuela ist ein nordspanischer Ort und eine Gemeinde (municipio) mit 75 Einwohnern (Stand: 2024) im Westen der Provinz Burgos in der Autonomen Gemeinschaft Kastilien und León.

## Lage und Klima
Valles de Palenzuela liegt in der Kastilischen Hochebene (meseta) in einer Höhe von ca. 800 m ca. 40 km südwestlich von Burgos. Der Río Arlanzón begrenzt die Gemeinde im Nordwesten zur Provinz Palencia. Die Temperaturen sind im Winterhalbjahr durchaus kalt, im Sommer dagegen warm bis heiß; Regen (ca. 543 mm/Jahr) fällt übers Jahr verteilt. 
Die Gemeinde gehört zum Weinbaugebiet Arlanza (D.O.).

## Bevölkerungsentwicklung
| Jahr      | 1970 | 1981 | 1991 | 2001 | 2011 | 2021 |
| Einwohner | 182  | 99   | 110  | 106  | 81   | 81   |

## Sehenswürdigkeiten
- Stefanuskirche (Iglesia de San Esteban Protomártir)

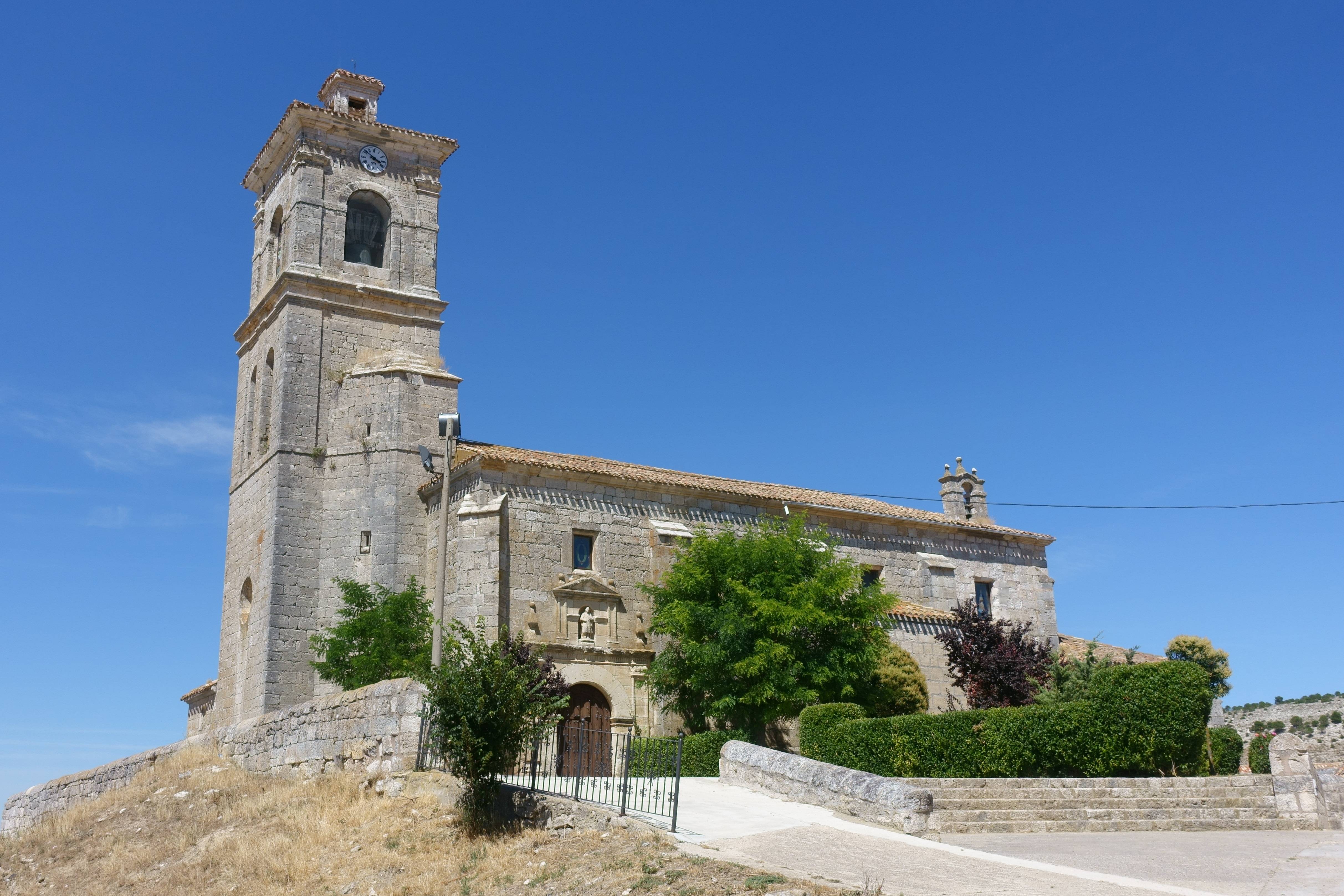
Stefanuskirche